# 590
El 590 (DXC) fou un any comú començat en diumenge del calendari julià.

## Esdeveniments
- Inici del regnat de Còsroes II.[1]
- Arribada a França de Columbà per evangelitzar-la.[2]
- Gregori I és nomenat Papa.[3]